# Meccanismo di Brout-Englert-Higgs-Hagen-Guralnik-Kibble
Il meccanismo di Brout-Englert-Higgs-Hagen-Guralnik-Kibble, più noto semplicemente come meccanismo di Higgs, proposto su un'idea di Philip Anderson, è lo schema teorico che spiega l'origine della massa di tutte le particelle elementari (ad eccezione del neutrino), preservando la simmetria di gauge. Si può considerare generato da un caso elementare di condensazione tachionica di un campo scalare complesso detto campo di Higgs (di cui uno dei quanti è il bosone di Higgs), che innesca una rottura spontanea di simmetria.
Validato nel 2012 dalla rilevazione sperimentale del bosone di Higgs, fu pubblicato quasi simultaneamente nel 1964 da tre gruppi indipendenti: da Robert Brout e François Englert, da Peter Higgs, e da Gerald Guralnik, Carl Richard Hagen e Tom Kibble; per tale motivo è attribuito a tutti questi autori. Per la sua elaborazione Peter Higgs e François Englert sono stati insigniti del premio Nobel per la fisica nel 2013.

## Origine e sviluppo dell'idea

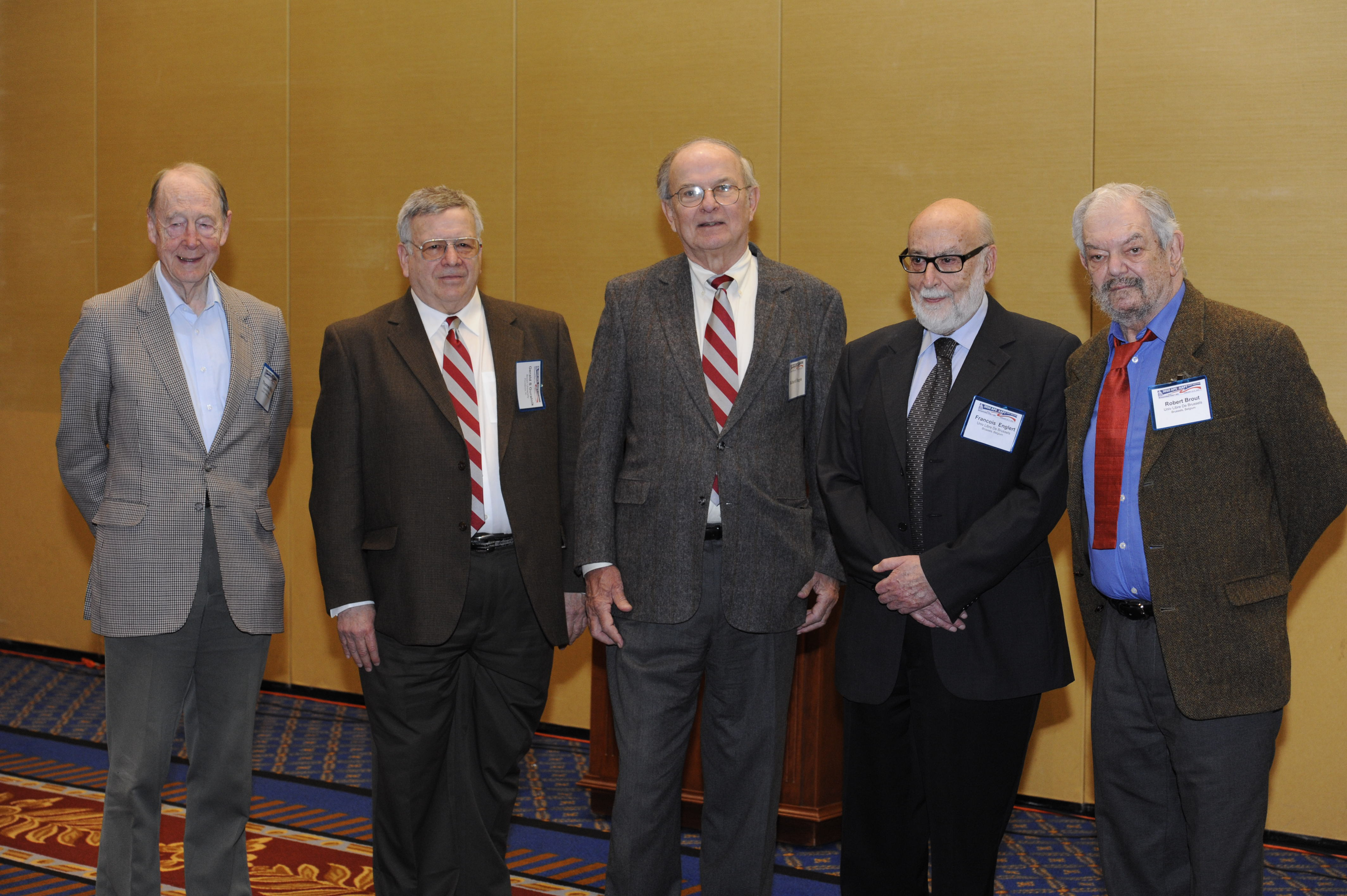
Cinque dei sei vincitori del Premio Sakurai 2010 dell'American Physical Society: Kibble, Guralnik, Hagen, Englert e Brout.

L'ipotesi innovatrice formulata da Peter Higgs all'università di Edimburgo, da Robert Brout e François Englert all'Université libre de Bruxelles e da Gerald Guralnik, Carl Richard Hagen e Thomas Kibble all'Imperial College era quella di dare massa a un bosone vettore (detto anche bosone di gauge) mediante l'accoppiamento con un campo scalare, poi denominato campo di Higgs. L'importanza fondamentale degli articoli originali di tutti questi autori per la formulazione del "meccanismo" (chiamato inizialmente solo meccanismo di Higgs su proposta di Gerardus 't Hooft nel 1971) fu ufficialmente riconosciuta nel 2008, in occasione della celebrazione per il 50º anniversario della rivista Physical Review Letters.
Il risultato è stato ottenuto nel contesto di un modello di rottura spontanea di simmetria del tipo proposto da Yōichirō Nambu  e altri al fine di spiegare l'interazione forte. Modelli di questo genere sono stati anche ispirati dai lavori sulla fisica della materia condensata, specialmente di Lev Davidovič Landau e Vitaly Ginzburg, e dalla proposta di Philip Anderson che la superconduttività potesse essere importante nella fisica relativistica; vennero inoltre anticipati da precedenti ricerche del fisico svizzero Ernst Stueckelberg già nel 1938.

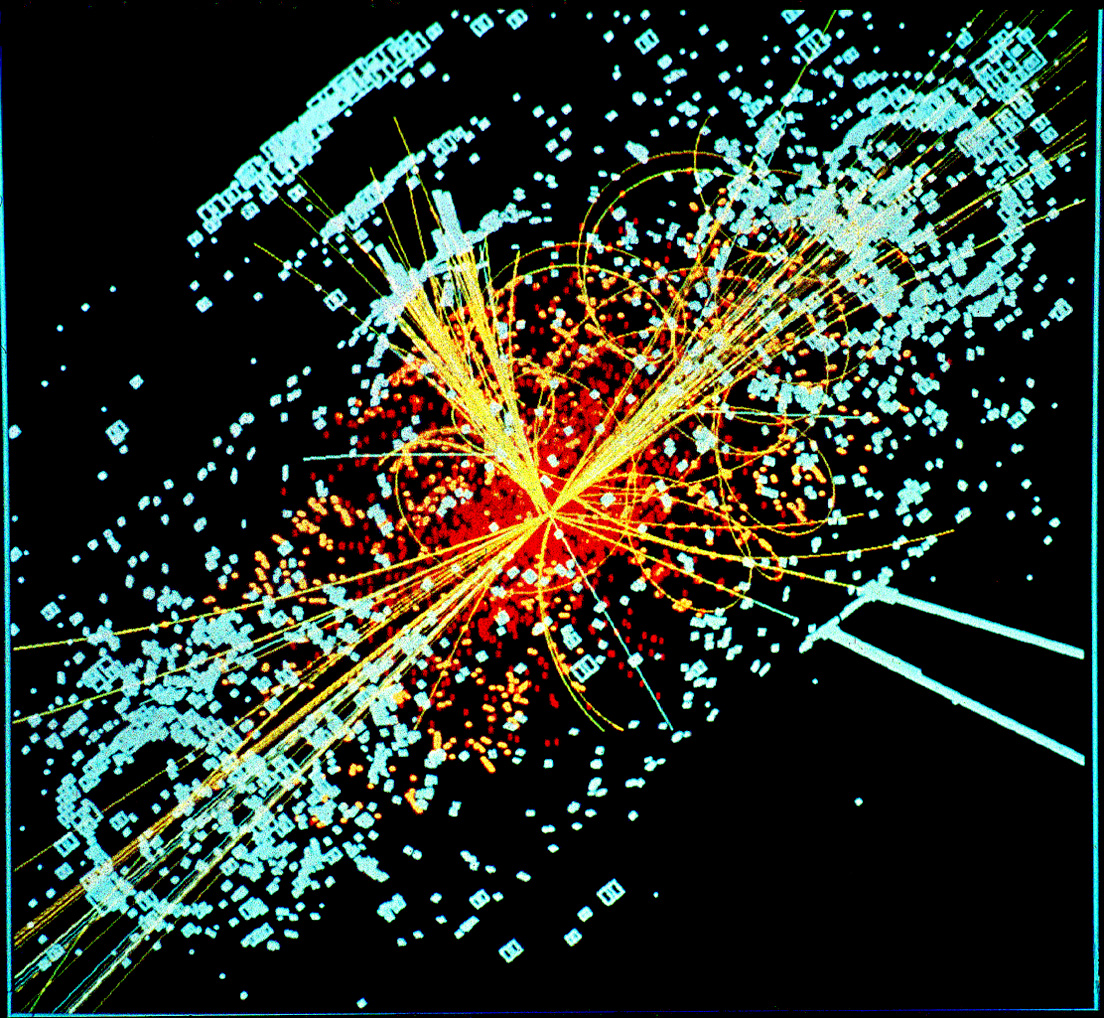
Simulazione di un evento in un acceleratore di particelle che dovrebbe generare un bosone di Higgs

Il meccanismo di Brout-Englert-Higgs-Hagen-Guralnik-Kibble è stato incorporato nel Modello standard, in una descrizione della forza debole come teoria di gauge, indipendentemente da Steven Weinberg e Abdus Salam nel 1967; in tale contesto esso si riferisce specificamente all'assunzione di massa dei bosoni vettori elettrodeboli W e Z. Sull'idea generale di un campo scalare ubiquitario responsabile di rottura di simmetria si fonda anche l'origine della massa dei fermioni.
Il modello standard prevede uno stato di eccitazione massiva quantica del campo di Higgs, chiamato bosone di Higgs, la cui massa non è prevista dal modello e la cui rilevazione sperimentale, annunciata il 4 luglio 2012 in seguito agli esperimenti condotti con l'acceleratore LHC, costituisce la principale conferma della teoria.

## Teoria
Per un esempio di rottura spontanea della simmetria, si immagini un campo scalare complesso il cui valore in ogni punto dello spazio corrisponde a
{\displaystyle H(x,y,z)}.
Si consideri il campo dare un'energia potenziale della forma
{\displaystyle V(x,y,z)={\Big (}|H(x,y,z)|^{2}-v^{2}{\Big )}^{2}}
integrata sullo spazio. Essa è non-negativa ed esiste una varietà continua di minimi energetici definita da
{\displaystyle |H|^{2}=v^{2}.}
Ciò significa, in termini meno tecnici, che la densità di energia potenziale, considerata come una funzione di  {\displaystyle H},  appare come il fondo di una bottiglia di spumante: una collinetta circondata da una valle circolare. Si può immaginare il valore del campo complesso come un piano a due dimensioni, tipo diagramma di Argand-Gauss, e il potenziale come l'altezza sopra tale piano.
Il punto {\displaystyle H=0} è simmetrico rispetto alla simmetria del gruppo abeliano U(1) (e più genericamente nei confronti della simmetria elettrodebole SU(2) x U(1)), che cambia la fase complessa di {\displaystyle H} come
{\displaystyle H\rightarrow e^{i\theta }H}
che è energeticamente sfavorevole e quindi instabile. Per un valore casuale di {\displaystyle \phi } si potrebbe dire che il campo di Higgs "discende dalla collinetta" e si fissa in un valore stabile
{\displaystyle H=ve^{i\phi }}
detto valore di aspettazione del vuoto (si verifica in una parola una condensazione tachionica). Ciò provoca un'asimmetria del vuoto, nel senso che lo stato basale non è invariante rispetto alla simmetria U(1) che trasforma il valore di {\displaystyle \phi } in uno differente: si verifica una rottura spontanea di simmetria.
Tale modello, in accordo con il teorema di Goldstone, ipotizza una particella scalare priva di massa che sarebbe l'eccitazione quantica lungo la direzione di {\displaystyle \phi }, e che è chiamata bosone di Nambu-Goldstone. Non vi è consumo di energia potenziale nel movimento lungo il fondo della valle circolare, così che l'energia di questa particella è pura energia cinetica; la qual cosa implica nella teoria di campo quantico che la massa sia zero. Non sono state ancora sperimentalmente dimostrate particelle scalari di massa nulla.
Vi era negli anni sessanta il grave problema dell'applicazione della teoria di Yang-Mills, nota anche come teoria di gauge non abeliana, all'interazione elettrodebole. A differenza del fotone nella QED infatti, i bosoni vettori dell'interazione debole (bosoni W e Z) sono massivi, mentre la teoria di Yang-Mills prevede l'esistenza di bosoni privi di massa. Grazie all'intuizione di Higgs e degli altri studiosi, accoppiando una teoria di gauge con un modello di rottura spontanea di simmetria il problema si risolve in maniera assai elegante proprio grazie ai bosoni di Goldstone. Ciò è possibile perché, per la proprietà della teoria di campo quantistica, i bosoni vettori privi di massa e quelli massivi hanno rispettivamente 2 e 3 gradi di libertà per quanto riguarda la polarizzazione: il bosone scalare (ovvero a 1 grado di libertà) di Goldstone viene così a rappresentare il grado mancante che viene "acquisito" dal bosone privo di massa della teoria di gauge. Essendo quello di Higgs un campo complesso, sarebbero in gioco tre bosoni di Goldstone, cioè tre modalità prive di massa {\displaystyle \phi } del bosone di Higgs, la cui combinazione con il bosone di gauge conferirebbe, nel caso specifico ai tre bosoni vettori deboli, una massa che dipende fondamentalmente dal valore di aspettazione del vuoto dello stesso campo di Higgs.
Estendendo l'interazione del campo di Higgs con rottura di simmetria ai campi fermionici, tramite l'interazione di Yukawa, si ottengono nelle lagrangiane termini di massa che consentono di introdurre nella teoria, ma non quantificare, le masse dei fermioni elementari (leptoni e quark). Nel momento in cui il campo di Higgs acquisisce un valore di aspettazione del vuoto non zero, determina, mantenendo sempre la compatibilità di gauge, rottura spontanea della simmetria chirale, con comparsa nella lagrangiana di un termine che descrive, in modalità di campo (senza quantificarla), la massa del fermione corrispondente. Rispetto al caso dell'interazione elettrodebole, in cui i parametri hanno chiare interpretazioni teoriche, in questo ambito lo schema teorico risulta meno rigoroso in quanto i parametri dell'interazione devono essere introdotti ad hoc.

## In astrofisica
È stato proposto che il meccanismo di Brout-Englert-Higgs-Hagen-Guralnik-Kibble si possa applicare anche al bosone di Higgs prodotto nell'annichilazione delle ipotetiche particelle di materia oscura, dando luogo a una linea nello spettro dei raggi gamma ad un'energia determinata dalla loro massa. Una delle ipotesi più promettenti per tali particelle è quella delle WIMP.

## Curiosità
- Peter Higgs racconta che ebbe l'intuizione del "meccanismo" durante una passeggiata sulle colline scozzesi del Cairngorm intorno al proprio laboratorio, dove ritornò rapidamente annunciando di aver avuto "una grande idea" ("one big idea").